# Greg De Silva
Anthony Gregory de Silva dit Greg de Silva est un ancien arbitre malaisien de football des années 1960. Il fut international dès 1964.

## Carrière
Il a officié dans une compétition majeure :
- JO 1964 (3 matchs)